# Oinountas
Oinountas (in greco Οινούντας?) è un ex comune della Grecia nella periferia del Peloponneso di 2.625 abitanti secondo i dati del censimento 2001.
È stato soppresso a seguito della riforma amministrativa detta piano Kallikratis in vigore dal gennaio 2011 ed è ora compreso nel comune di Sparta.

## Località
Oinountas è divisa nelle seguenti località (i nomi dei villaggi tra parentesi):
- Koniditsa (Koniditsa, Kopelia, Kouremenos)
- Sellasia
- Theologos (Agios Ioannis Theologos, Kalyvia Theologou)
- Vamvakou (Vamvakou, Megali Vrysi)
- Varvitsa
- Vasaras (Vasaras, Veria)
- Voutianoi
- Vresthena